# Rogério Corrêa (jornalista)
Rogério Corrêa (Resplendor, 8 de fevereiro de 1968) é um jornalista e narrador esportivo brasileiro.
Atualmente, trabalha no grupo Globo (TV Globo, SporTV e Premiere). Narra principalmente jogos de futebol transmitidos pela Globo em Minas Gerais. Eventualmente, narra jogos para a Rede Globo no Rio de Janeiro e em São Paulo.

## História

#### Formação e início da carreira
Rogério foi desenhista na juventude e encarou experiência como ator de teatro para vencer a timidez.
É graduado em Comunicação Social pela Universidade Federal de Juiz de Fora e pós-graduado em Marketing pela Fundação Getúlio Vargas de Belo Horizonte.
Começou a carreira como repórter esportivo da Rádio Solar. Na mesma época, atuou como repórter de geral da afiliada da Rede Globo em Juiz de Fora. 
Em 1995, ingressou na TV Alterosa, afiliada do SBT em Belo Horizonte. Começou na emissora comandando um bloco esportivo no Jornal da Alterosa, e um ano depois passou a apresentar o Alterosa Esporte. Chegou a narrar jogos pela emissora, quando fosse chamado para transmitir jogos exibidos para toda a rede.
Foi para os Estados Unidos em 2000, trabalhando como narrador do canal esportivo PSN. Dois anos depois, retornou ao Brasil e voltou para a TV Alterosa. Alguns meses depois, seguiu para a TV Bandeirantes para apresentar o programa Minas Esporte.

#### TV Globo
A partir de 2003, tornou-se o narrador principal da TV Globo Minas, no lugar de Lincoln Gomide. Daí em diante, passou a narrar jogos do Campeonato Mineiro e jogos das equipes mineiras na Copa do Brasil e Campeonato Brasileiro na TV aberta e pelos canais pagos SporTV/Premiere. Além disso, ele narra jogos dos cariocas e paulistas quando é chamado para substituir algum narrador. Na época das transmissões da Liga dos Campeões da Europa pela Globo, ele narrou jogos pelo site ge.
Cobriu as Olimpíadas de Atenas em 2004, Pequim em 2008, Rio de Janeiro, em 2016 e Tóquio, em 2021, os Jogos Pan-americanos de 2007 e as Copas do Mundo de 2006, 2010, 2014 e 2018 pela Rede Globo.